# 土屋ツーバイホーム
株式会社土屋ツーバイホーム（つちやツーバイホーム）は、かつて北海道札幌市中央区に本社を置いていた企業。住宅他建築物の設計や施工・販売を主な事業内容としていた。土屋ホームの子会社であったが、2012年11月1日、土屋ホームに吸収合併された。

## 沿革
- 1986年10月 - 株式会社土屋ツーバイホーム設立。
- 1998年3月 - 株式を店頭公開（現在のジャスダック）。
- 2008年10月 - 土屋ホーム（2008年11月に土屋ホールディングスへ社名変更）の完全子会社となり、上場廃止。
- 2012年11月 - 土屋ホームに吸収合併[1]。